# Kvillehed
Kvillehed is een plaats in de gemeente Göteborg in het landschap Bohuslän en de provincie Västra Götalands län in Zweden. De plaats heeft 116 inwoners (2005) en een oppervlakte van 10 hectare. De plaats ligt op het eiland Hisingen en wordt omringd door zowel landbouwgrond als bos. De stad Göteborg ligt op ongeveer zeven kilometer van Kvillehed.